# Кроминия
Кроминия (порт. Cromínia) — муниципалитет в Бразилии, входит в штат Гояс. Составная часть мезорегиона Юг штата Гойас. Входит в экономико-статистический микрорегион Мея-Понти. Население составляет 3852 человека на 2006 год. Занимает площадь 369,917 км². Плотность населения — 10,4 чел./км².

## История
Город основан 12 ноября 1953 года.

## Статистика
- Валовой внутренний продукт на 2003 год составляет 20 438 135,00 реалов (данные: Бразильский институт географии и статистики).
- Валовой внутренний продукт на душу населения на 2003 год составляет 5429,90 реалов (данные: Бразильский институт географии и статистики).
- Индекс развития человеческого потенциала на 2000 год составляет 0,769 (данные: Программа развития ООН).